# Meins
Els meins són els membres d'un clan ijaw que viuen a la riba del riu Forcados, a l'estat del Delta, al sud de Nigèria. També hi ha meins a Bayelsa. Entre els assentaments meins més importants destaquen Ogobiri i Kiagbodo.Alagoa. Els meins parlen el dialecte mein, de la llengua izon.

## Història
El clan mein pren el seu nom del seu avantpassat comú, Mein, qui, amb la seva esposa Obolu fou avantpassat dels ibes. Mein fou un gran cap de la secció ijaw de Benin City, però abandonà aquesta ciutat juntament amb altres ijaws degut a les guerres civils que va patir la ciutat entre el segle xv i XVI.
Mein va tenir un gran nombre de fills, entre els quals hi ha Kor, Uge i Egbe, que va donar al seu nom al llinatge dels egbedanis del clan Kolokuma i es van assentar durant un temps a la ciutat d'Aboh. Des d'aquesta ciutat van emigrar Níger avall fins a la regió dels igbedis i es van establir a Ogboin-Ama (posteriorment anomenada Ogobiri). Mein va esdevenir el governador d'aquesta ciutat. A la seva mort, Kor el va succeir; i aquest fou succeït per Ogo. En l'època en què governaren aquests fills de Mein la ciutat es passà a dir Ogobiri en honor d'aquest últim i van estar en conflicte amb els tarakiris occidentals que van ser dispersats a l'oest del riu Forcados. Poc després d'aquest conflicte els meins van patir un conflicte intern i alguns llinatges es van escindir i van anar a viure amb altres grups izon-parlants. Per exemple, descendents de Mein van fundar ciutats com Akugbene Mein i Ngbelebiri Mein; Ogbolu també va fundar Ogbodobiri i Ogbolubiri Mein. Una altra part dels llinatges escindits van anar a viure amb edo-parlants i igbo-parlants i van funar les seccions Eghwu i Ugheivwen dels urhobos.
Perebo-Kalakebari, net de Mein va abandonar Ogobiri-Mein amb la seva dona Mukoko i va fundar els kalabaris.